# Майоров, Евгений Фёдорович
Евгений Фёдорович Майоров (27 февраля 1941, Кольчугино, Ивановская область — 15 августа 2009) — советский футболист, полузащитник; тренер.

## Биография
Воспитанник футбольной школы «Металлург» Орск, первый тренер В. И. Милкин. В командах мастеров дебютировал в 1960—1961 годах в составе «Локомотива» Оренбург из класса «Б». В 1962—1969 в куйбышевских «Крыльях Советов» сыграл 233 матча в чемпионате СССР. В 1970 году после слияния «Крыльев Советов» и «Металлурга» был отчислен и перешёл в «Торпедо» Тольятти, где провёл два сезона во второй лиге. Завершил карьеру в 1972 году команде «Корд» Балаково, которую тренировал бывший тренер «Крыльев Советов» В. Карпов.
В 1975 году окончил Волгоградский институт физической культуры. В 1973 году работал в куйбышевской ДЮСШ № 9. В 1974—1975 годах возглавлял заводскую команду КАМАЗа. В 1976 работал вторым тренером в «Газовике». В 1976 году создал команду «Волга» на заводе имени Масленникова, в которой работал до 1991 года. Затем работал тренером-преподавателем и методистом в ДЮСШ № 9.
Скончался 15 августа 2009 года на 69-м году жизни.